# 14 وول ستريت
14 وول ستريت، والمعروف في الأصل باسم مبنى بنك بانكرز ترست (Bankers Trust Company Building)، هو ناطحة سحاب تقع عند تقاطع شارعي وول ستريت وناسو في حي المال بمنهاتن، مدينة نيويورك. يبلغ ارتفاع المبنى 540 قدمًا (160 مترًا)، ويضم 32 طابقًا .
تم بناء البرج الأصلي على موقع مبنى ستيفنز (Stevens Building) الواقع في 12–14 وول ستريت، ومبنى جيلندر في 16 وول ستريت. شُيِّد بين عامي 1910 و1912 على يد شركة "تروبريدج وليفنجستون" بأسلوب كلاسيكي جديد، ليكون المقر الرئيسي لبنك بانكرز ترست. وفي الفترة من 1931 إلى 1933، أُضيف إليه مبنى من 25 طابقًا بتفاصيل من طراز آرت ديكو، من تصميم شركة "شريف، لامب، وهارمون"، ليحل محل ثلاث مبانٍ أخرى.
بعد بناء مقرات جديدة لبنك بانكرز ترست في عامي 1962 و1974، نقلت الشركة موظفيها من مبنى 14 وول ستريت، وفي النهاية تم بيع المبنى عام 1987.
يتضمن برج المبنى سقفًا هرميًا من سبعة طوابق مستوحى من ضريح موسولوس. وكان المبنى يحتوي على العديد من وسائل الراحة التي كانت تُعد متقدمة للغاية في وقت بنائه؛ حيث استخدمت الطوابق الثلاثة الأولى كمقر لبنك بانكرز ترست، بينما تم تأجير الطوابق الأخرى للمستأجرين. وقد كان المبنى بارزًا في أفق مانهاتن في أوائل القرن العشرين، وظهر بشكل بارز في الحملات الدعائية لبنك بانكرز ترست. في عام 1997، تم تصنيف المبنى كمعلم تاريخي في مدينة نيويورك، كما أُدرج ضمن منطقة "حي وول ستريت التاريخي" المسجلة في السجل الوطني للأماكن التاريخية عام 2007.